# Махметов, Майрам
Майрам Махметов (каз. Мейрам Махметов; 1910 год — 2002 год) — железнодорожник, начальник пункта технического осмотра вагонов станции Караганда-Сортировочная Казахской железной дороги. Герой Социалистического Труда (1959). Член КПСС с 1937 года.

## Биография
Родился в 1910 году в ауле № 9 Акмолинского уезда (ныне — Целиноградский район Акмолинской области).
С 1929 года трудился разнорабочим на строительстве железной дороги в тресте «Казахдорстрой».
С 1930 года проживал в Караганде. С 1930 по 1983 года — смазчик, мастер, старший сортировщик, заместитель начальника, начальник пункта технического осмотра вагонов станции Караганда-Сортировочная.
Указом Президиума Верховного Совета СССР от 1 августа 1959 года за выдающиеся успехи, достигнутые в развитии железнодорожного транспорта удостоен звания Героя Социалистического Труда с вручением ордена Ленина и золотой медали «Серп и Молот».
В 1983 году вышел на пенсию, проживал в Караганде.
Скончался 3 января 2002 года, похоронен на мусульманском кладбище (Рабочим посёлок, станция Караганда-Сортировочная).